# フリーデンスライヒ・フンデルトヴァッサー

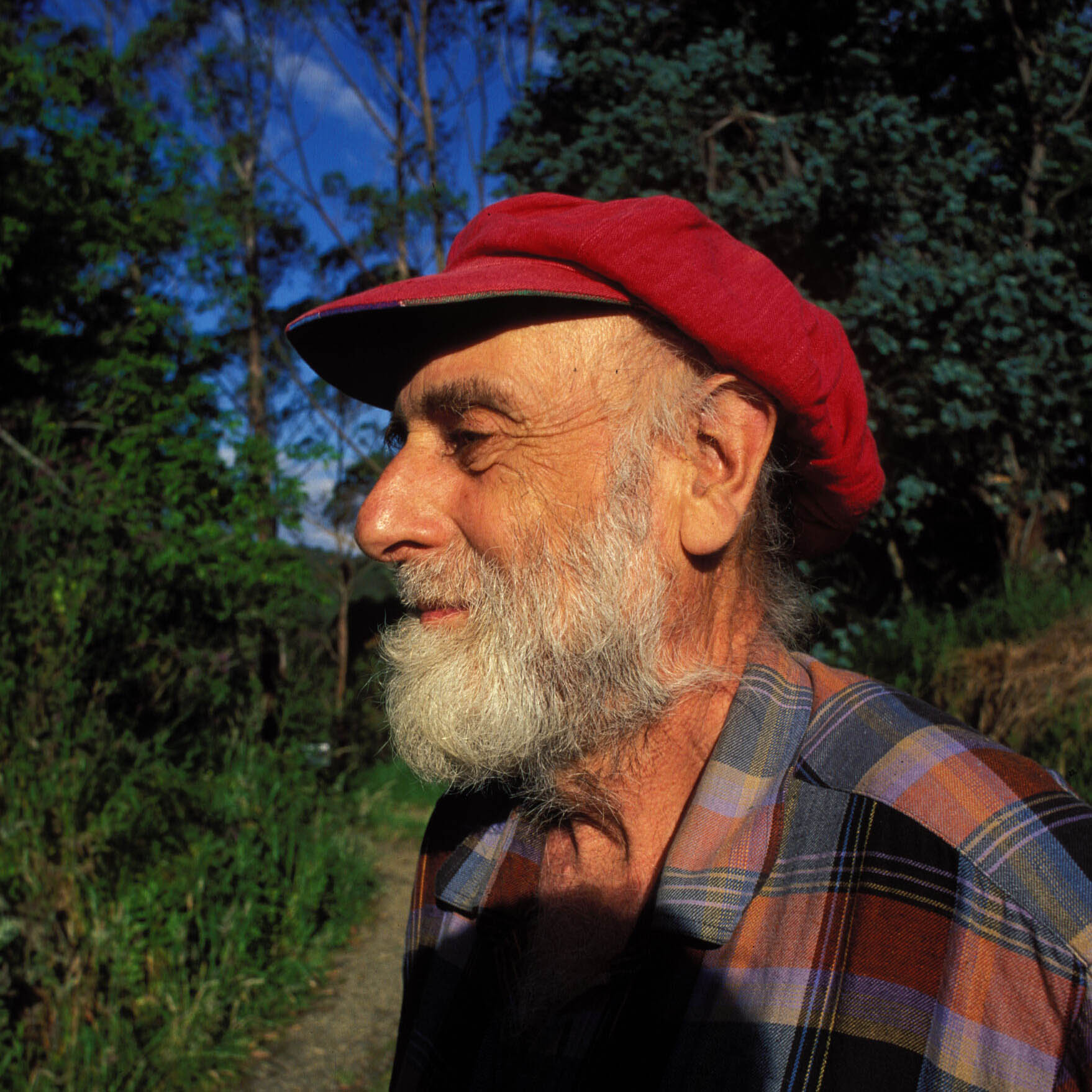
フンデルトヴァッサー（ニュージーランドにて、1998年）

フリーデンスライヒ・レーゲンターク・ドゥンケルブント・フンデルトヴァッサー（ドイツ語: Friedensreich Regentag Dunkelbunt Hundertwasser、1928年12月15日 - 2000年2月19日）はオーストリアの芸術家、画家、建築家。環境問題へも積極的な発言をしている。本名はフリードリヒ・シュトーヴァッサー（Friedrich Stowasser）。
日本では「フンダートヴァッサー」「フンデルトワッサー」という呼び方も多く用いられる。日本語での号は姓を直訳した「百水」。色鮮やかな外見、自然と調和した建築でよく知られる。

## 来歴
ウィーンにてエルンスト（Ernst Stowasser）とユダヤ系チェコ人の母エルゼ（Else）のもと生まれた。実家のシュトーヴァッサー家はシレジア地方（オーストリアン・シレジア）の家系で、オパヴァの古典文献学者ヨーゼフ・マーリア・シュトーヴァッサーは親戚である。幼い頃、森で花を摘み、押し花にするのが好きだった少年であったフンデルトヴァッサーは、花の色をきれいなまま残したいと絵を描き始めた。しかし、10歳になった1938年、ナチス・ドイツがオーストリアを併合、支配下に置かれた。父は既に死亡しており、母はユダヤ系であったため親子はユダヤ人街へ追いやられ、その地下室で暮らし始めた。フンデルトヴァッサーは当時について「午前2時になると恐ろしい親衛隊の男たちが警報を鳴らし、何度もドアのところにやって来た」と語っている。
第二次世界大戦後、フンデルトヴァッサーは画家を志し、スケッチブックを手に旅に出た。訪れたのは北アフリカの広大な台地、彼を惹きつけたのは床も壁も赤い土で出来た伝統的な土の家であった。自然と共に暮す、そんな生き方に共感し、夢中になって自らの思いをキャンバスにぶつけた。しかし、ひとたび都市に戻ると戦後の建設ラッシュが始まっていた。新しい建物はみな角ばっていて、灰色。無機質で画一的。それは人を閉じ込める刑務所のように見えた。そうした建築に違和感を覚えた彼は「血を流す建物」（1952年）で四角い高層建築の壁が赤く傷つき血を流しているような独特の建物を造り、創作活動を始める。
そしてある時、彼の作品に渦巻きが登場する。「円に流れる血　私は自転車を持っている」（1953年）ではどこまでも果てしなく続く曲線。一方で断固拒否したのは定規で引いたような直線であった。「自然の中に唯一存在しないものが直線である。社会や文化が存在しないこの直線に基づいているとすれば、やがてすべては崩壊するだろう」。彼にとって無機質な直線に比べ、渦巻きは植物のように成長する命の象徴であった。自然への畏敬の念をこめた作品「わたしはまだわからない」（1968年）は次第に世界で高い評価を受けるようになった。
ウィーン美術アカデミーで学んだ彼は1981年から母校の教授をつとめた。
自然を愛した彼は、建築でも自然への回帰を唱え、曲線を多用した独自の様式を編み出した。晩年をすごしたニュージーランドへ向かう客船上で死去した。
日本での作例に、TBSの「21世紀カウントダウン時計」（東京都赤坂、1992年）、キッズプラザ大阪の「こどもの街」（大阪市北区、1997年）や、大阪市環境局舞洲工場（現「大阪広域環境施設組合舞洲工場」、大阪市此花区、ゴミ処理場、2001年）、大阪市舞洲スラッジセンター（大阪市此花区、下水汚泥処理施設、2004年）がある。
また、日本の風呂敷を「美しくて、無駄がない」として賞賛し、1997年に12種類の風呂敷絵を描き、商品化している。
フンデルトヴァッサーには、ハプスブルク＝ロートリンゲン家を信奉する熱心なオーストリア王党派としての一面もあった。1983年、彼は次のような言葉を残している。「オーストリアは、帝冠を必要としています！オーストリア万歳！立憲君主国万歳！オットー・フォン・ハプスブルク万歳！」

## 作品
- 1948年　母の肖像
- 1951年　緑の屋根と庭のある家々
- 1952年　血を流す建物

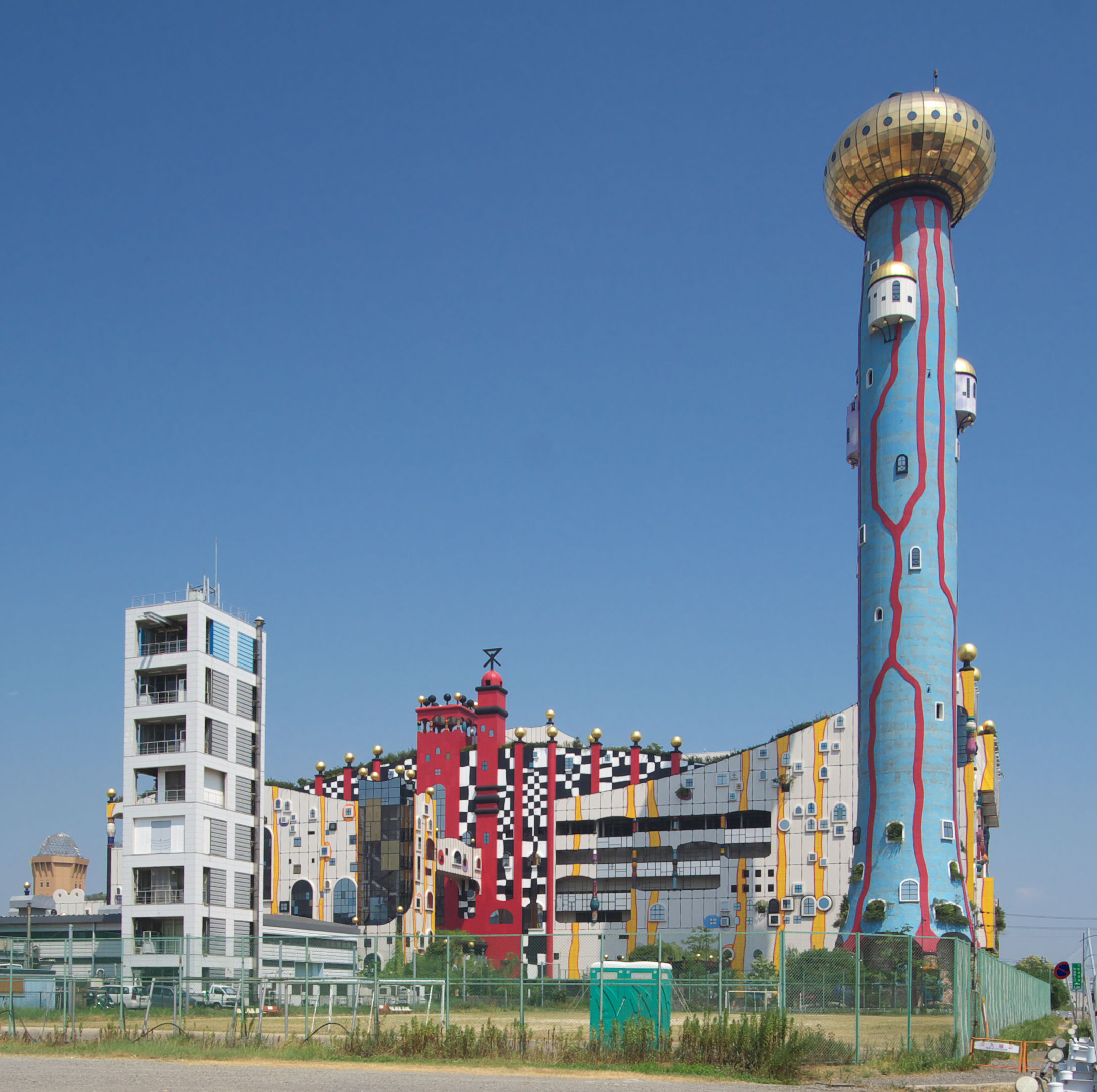
大阪広域環境施設組合舞洲工場

- 1953年　円に流れる血　私は自転車を持っている
- 1968年　わたしはまだわからない
- 1982年　ローゼンタール社陶器工場（ゼルプ）
- 1982年　レーベン通りの第三の皮膚
- 1983年　ミルーカ穀物倉庫（クレムス）
- 1986年　フンデルトヴァッサー・ハウス（オーストリア、ウィーン）[4]
- 1987年　銀の渦巻き
- 1988年　聖バーバラ教会（オーストリア、ベルンバッハ）
- 1988年　インテグレイティブ・スクール（オーストリア、フランクフルト）
- 1990年　モーターウェイ・レストラン（オーストリア、バート・フィッシャウ）
- 1991年　ウィーン美術館改修（オーストリア、ウィーン）
- 1992年　シュピッテラウ焼却場（オーストリア、ウィーン）[5]
- 1994年　プロヒンゲン集合住宅（ドイツ、プロヒンゲン）
- 1997年　ブルマウ温泉村（オーストリア、ブルマウ）
- 2000年　ヴァルトシュピラーレ集合住宅（ドイツ、ダルムシュタット）

## ギャラリー

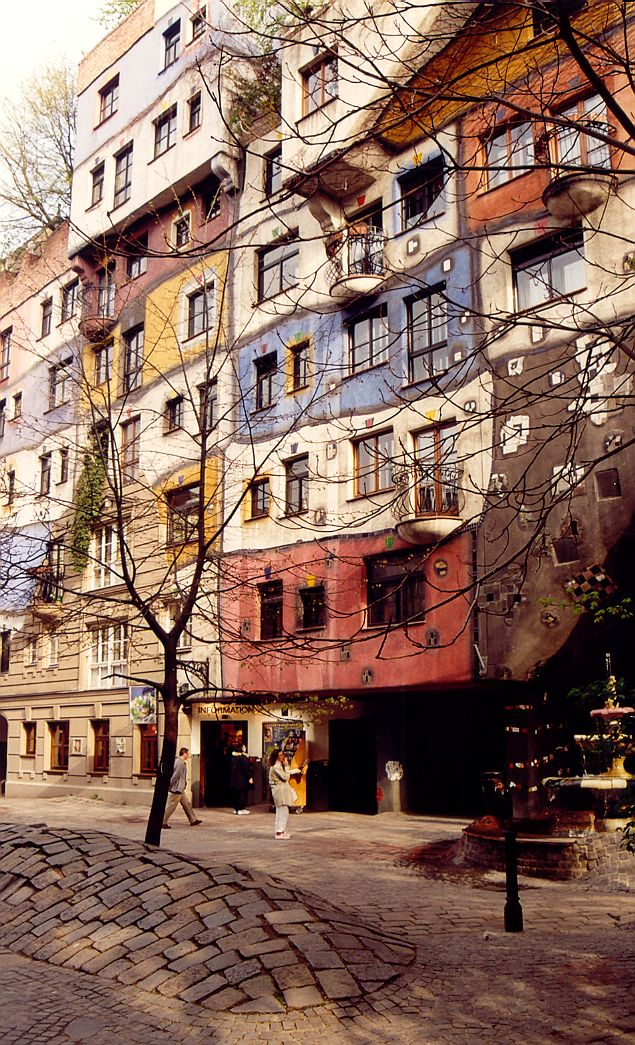
フンデルトヴァッサー・ハウス
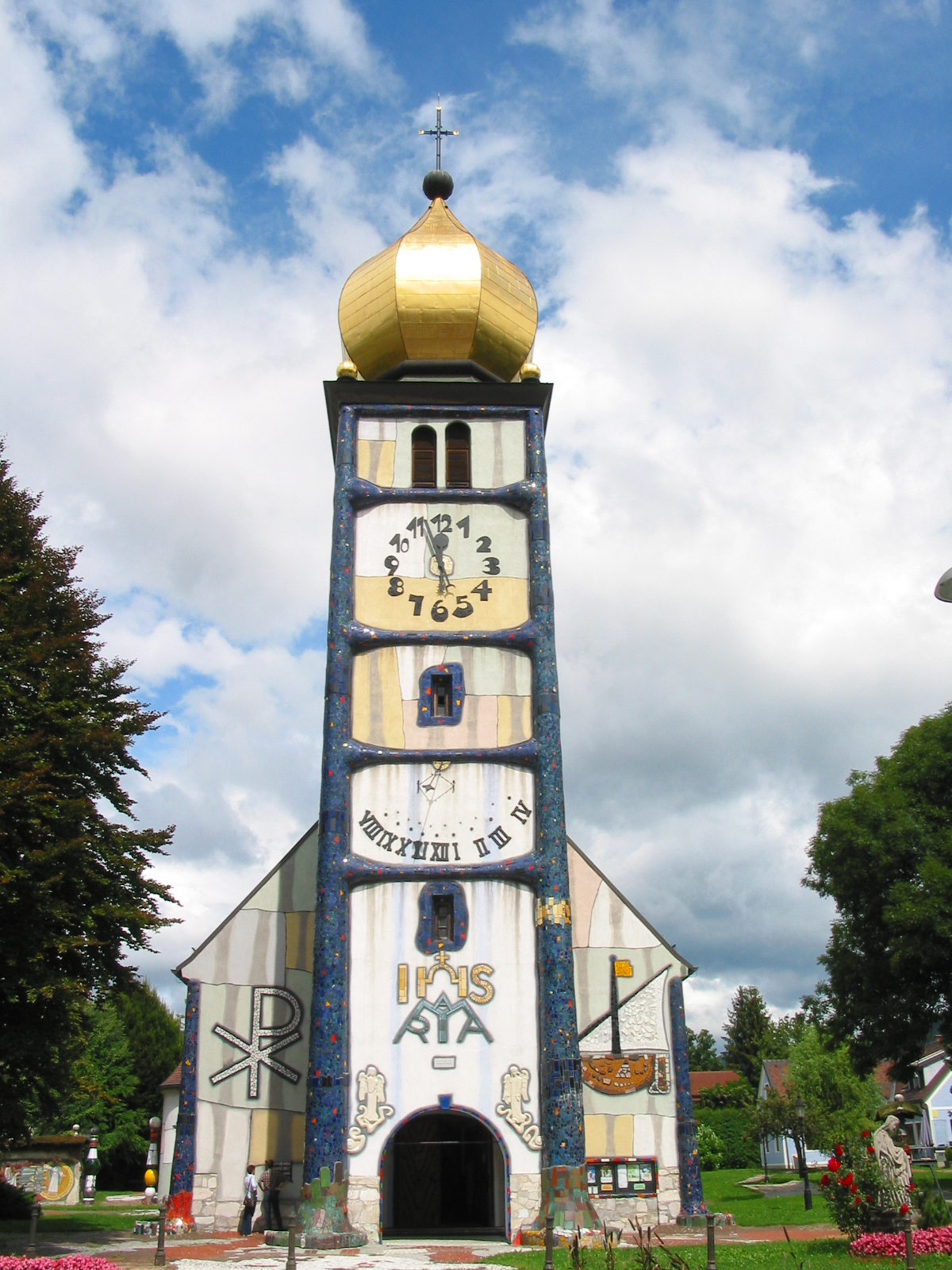
聖バーバラ教会
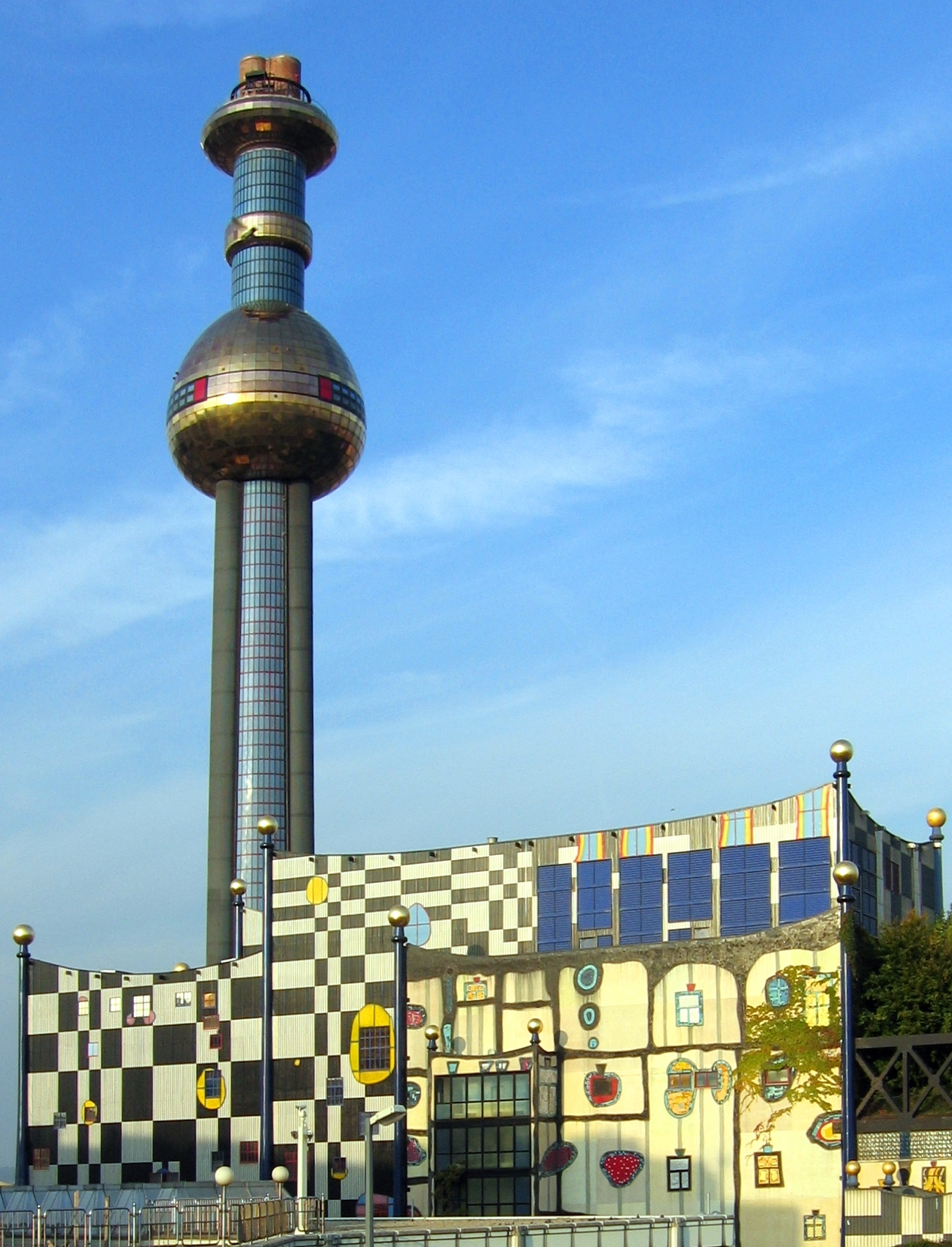
シュピッテラウ焼却場
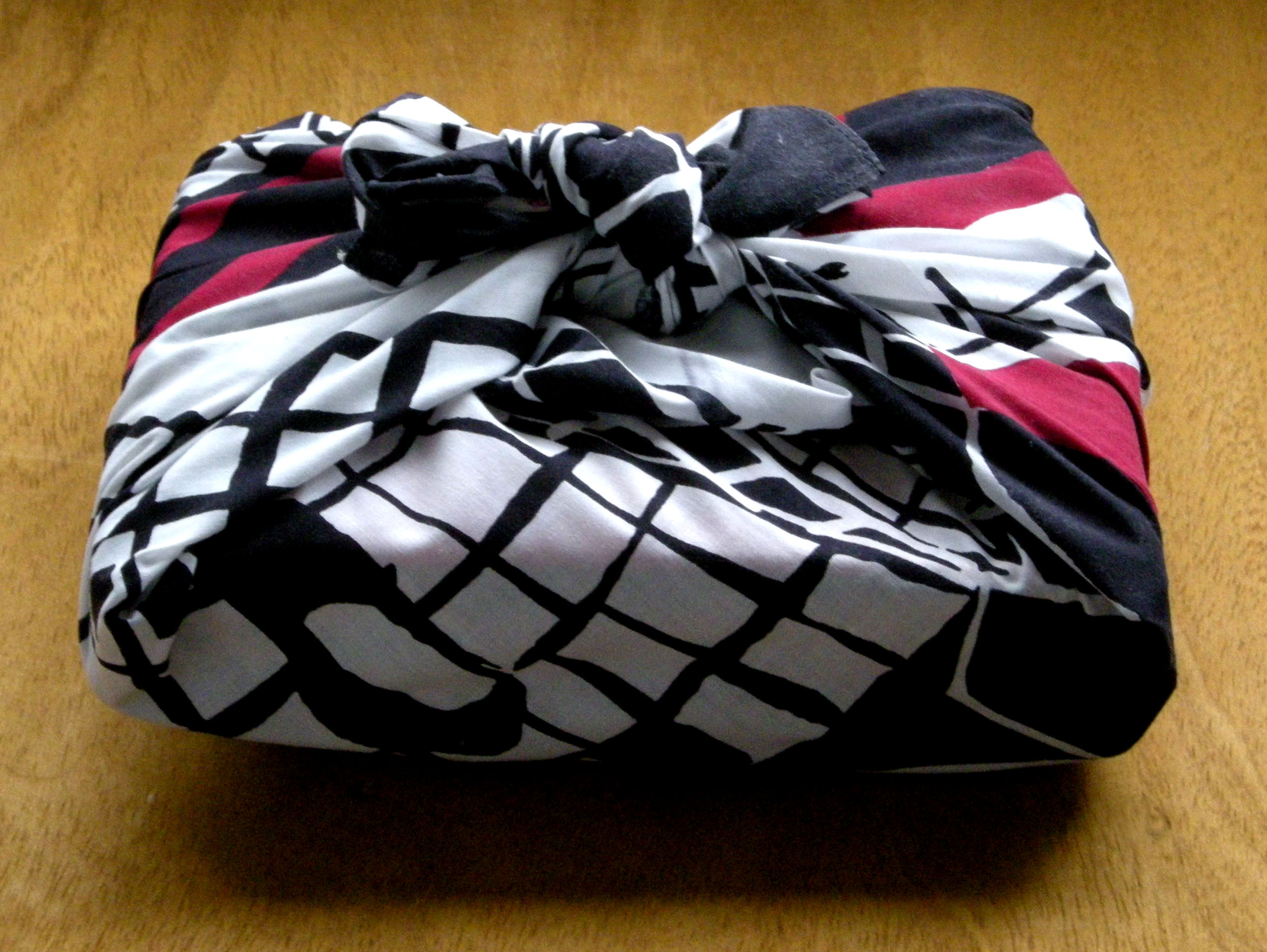
風呂敷